# 布宜諾斯艾利斯植物園
布宜諾斯艾利斯植物園（西班牙語：Jardín Botánico Carlos Thays de la Ciudad Autónoma de Buenos Aires）是一座位於阿根廷布宜諾斯艾利斯巴勒莫附近的一座植物園。花園呈三角形，以圣菲大道、拉斯赫拉斯大道和阿拉伯敘利亞街為界。該植物園於1937年8月31日正式命名，以紀念建築師和景觀設計師卡洛斯·泰斯。
該花園於1996年被阿根廷政府宣佈為國家古蹟，其園區種植數量約1,500種以上植物（包括真菌）和飼養種類繁多的動物（鳥類、節肢動物和昆蟲），植物園總面積為77,649平方公尺（約 7.7公頃），園區擁有大約5,500種植物、樹木和灌木，以及一些雕塑、紀念碑和五個溫室。自2020年起，其維護工作將由布宜諾斯艾利斯市政府環境部負責。

## 沿革

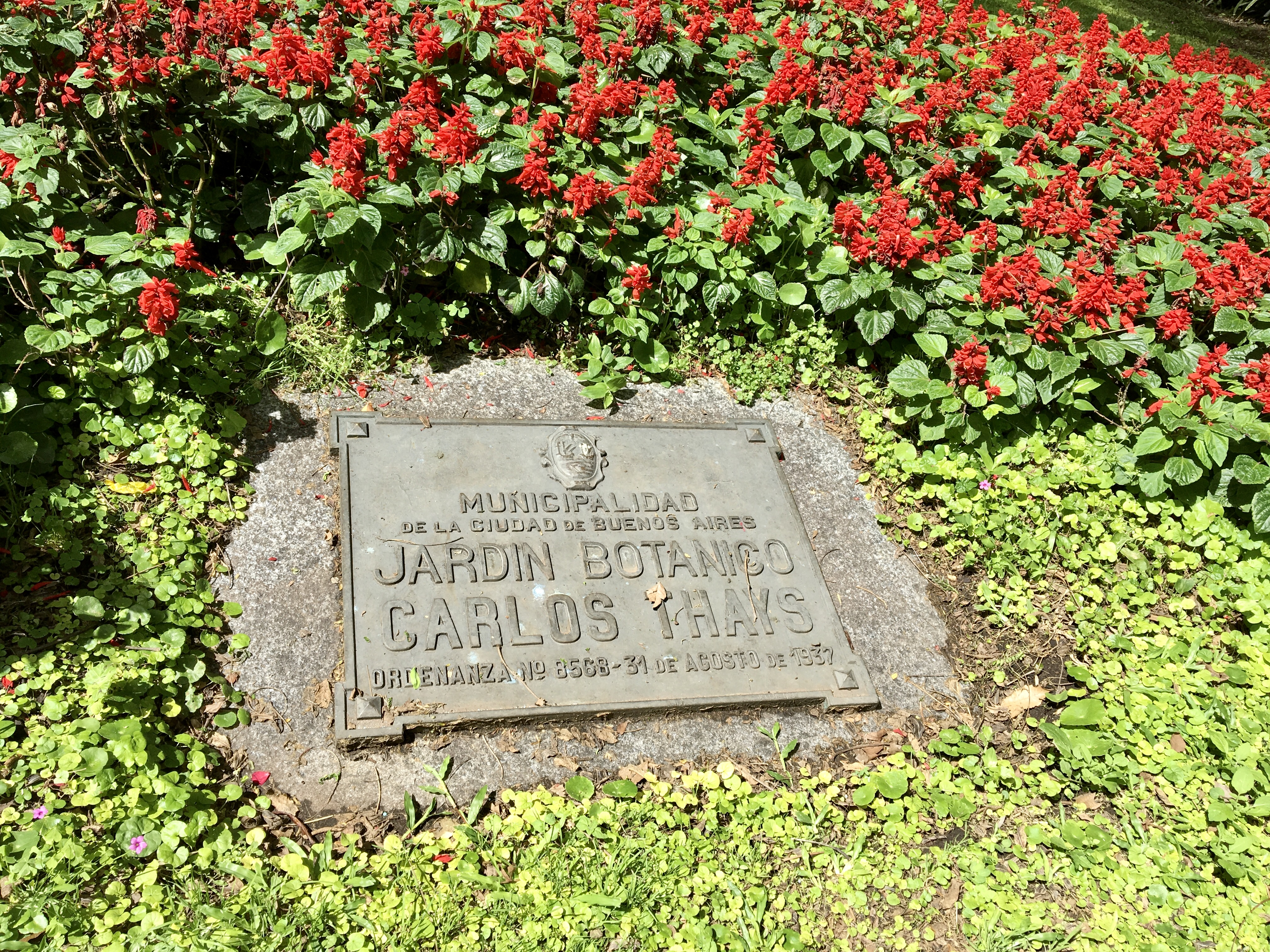
帶有植物園正式名稱的市政牌匾。

1892年2月22日，此時正在擔任布宜諾斯艾利斯公園和步道主任的卡洛斯·泰斯，向市政府提交了一個由法蘭斯高·博利尼（Francisco Bollini）負責的項目，以出於科學、娛樂和景觀目的，因而創建「植物順應園」的必要性，建議在由聖菲大道、拉斯赫拉斯大道、敘利亞街和意大利廣場劃定的八個街區的周邊興建。國家部門當時在地區經營的農業和阿根廷國家歷史博物館，當該計畫獲得批准後，其土地於1892年9月2日交付，為此他們從其他地區填滿了更肥沃的土壤。
在植物園的興建計畫中，泰斯研究了種子发芽方法，並從生產巴拉圭冬青的制造业開展了各種實驗。通過科學的方法而重新發現曾被耶穌會傳教丟失的種植系統。1895 年，植物園收到了第一批馬黛茶種子和切片的植物。儘管部分植物沒有茁壯成長，但他通過將它們長時間浸泡在高溫水中設法使種子發芽。
由於取得的成功，阿根廷國家農業和畜牧業局證實了所謂的「泰斯方法」的有效性，並將其推廣到該國西北部地區。 後在1914年至1918年間，在泰斯的繼任者農藝師 貝尼托·哈維爾·卡拉斯科(Benito Javier Carrasco) 的管理下，園丁學校（現克里斯托瓦爾·瑪麗亞·希肯園藝技術學校）、植物標本室、苗床、植物學專業圖書館正式成立，並推動了今日構成布宜諾斯艾利斯植物園和綠色公共空間系統的工程發展。
2012年9月13日，園區內的自然科學兒童圖書館揭牌，擁有1000冊兒童文學書籍，用於自然科學學習。
每年的9月7日，即1898年植物園開放的周年紀念日，阿根廷將會舉辦國家植物日。 

## 園區設施
布宜諾斯艾利斯植物園擁有三種截然不同的園林造園風格：

### 羅馬花園
這裡有一世紀古羅馬植物學家小普林尼的雕像，並種植了他曾位於亚平宁山脉的別墅中種植的植物，例如柏樹、楊樹和月桂樹。

### 法式花園
該花園具有17和18世紀，較為對稱的法國花園風格。

### 東方園林
在該地區，植物按各大洲的原產地排序；從亞洲可以看到银杏；來自大洋洲的金合歡、桉樹和木麻黃、來自歐洲的橡樹和榛子樹及來自非洲的蕨菜和棕櫚樹。

### 阿根廷原住民及美洲花園
該花園設計中有大量來自阿根廷和南美洲地區的原生植物群，例如南洋杉和藍色巴塔哥尼亞雲杉，以及常綠樹木。在其他區域的植物物種，按其分類學資格系統地排序。並種植來自美洲的其他植物，如來自美國的紅杉和來自巴西和阿根廷北部的木棉，也稱為美人樹。

## 其他
植物園現設有市立克里斯托瓦·瑪麗亞·希肯園藝學校，該學校與布宜诺斯艾利斯大學農學院相連。

### 主樓
博物館的中央大樓是現在的植物園行政總部，該建築物位於植物園正門旁側，為一座英式風格的房子，紅磚外露，由軍事工程師喬丹·維索基設計，佩德羅·塞雷切蒂於1881年建造。
1882年至1894年間，它曾作為阿根廷國家農業部的總部，此外自1894年到1896年，國家歷史博物館的總部也設在這座建築內，卡洛斯·泰斯在擔任公園和步道管理局局長期間也曾住在那裡。

### 紀念碑
該植物園的其他景點包括五個冬季花園，其中最大的建築物為新藝術風格，並在1889年世界博覽會上獲得認可。其建築物長35公尺（115英尺）、寬8公尺（26 英尺），內部包含 2500種熱帶植物，被認為是世界上唯一仍然保存新藝術風格的冬季花園。
植物園還包含33件藝術作品，包括雕塑、紀念碑、半身像和噴泉。其中包括加泰羅尼亞雕塑家米格爾·布雷的《第一次感冒》、奧古斯丁·蘇維拉特的《Sagunto》、 洛拉·莫拉的《Figura de mujer》和埃內斯托·比昂迪的《青銅農神節》 。
此外，植物園還有一座名為氣象柱的紀念碑，由何塞·馬爾科維奇（José Markovich）設計，這是由奧匈帝國社區為1910年百年國際博覽會所贈送的禮物。
植物圖書館保存來自世界各地的1000本書和10000種出版書籍，免費提供給遊客閱讀。該公園還設有一個植物博物館。

## 圖片

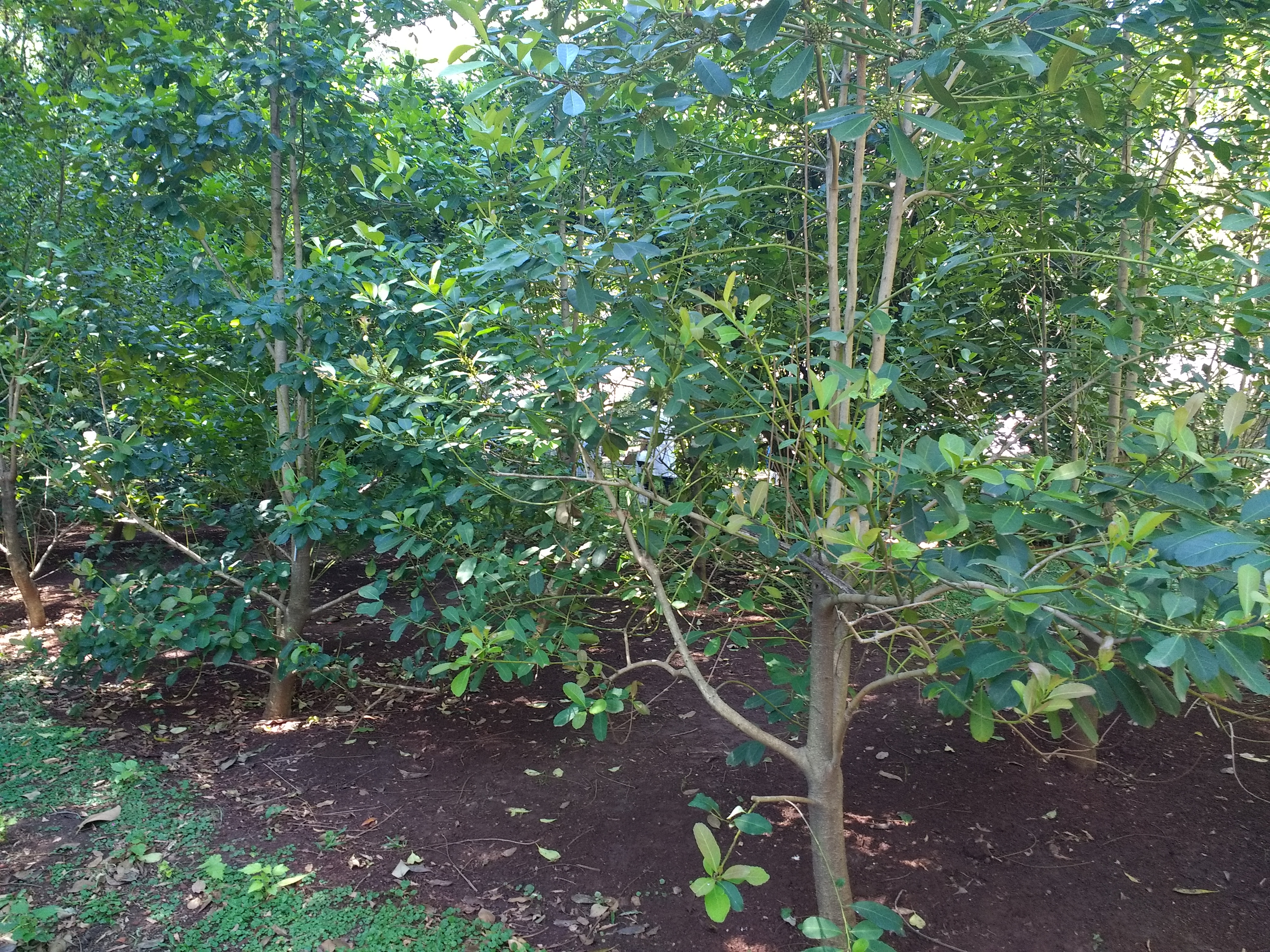
植物園中的馬黛茶
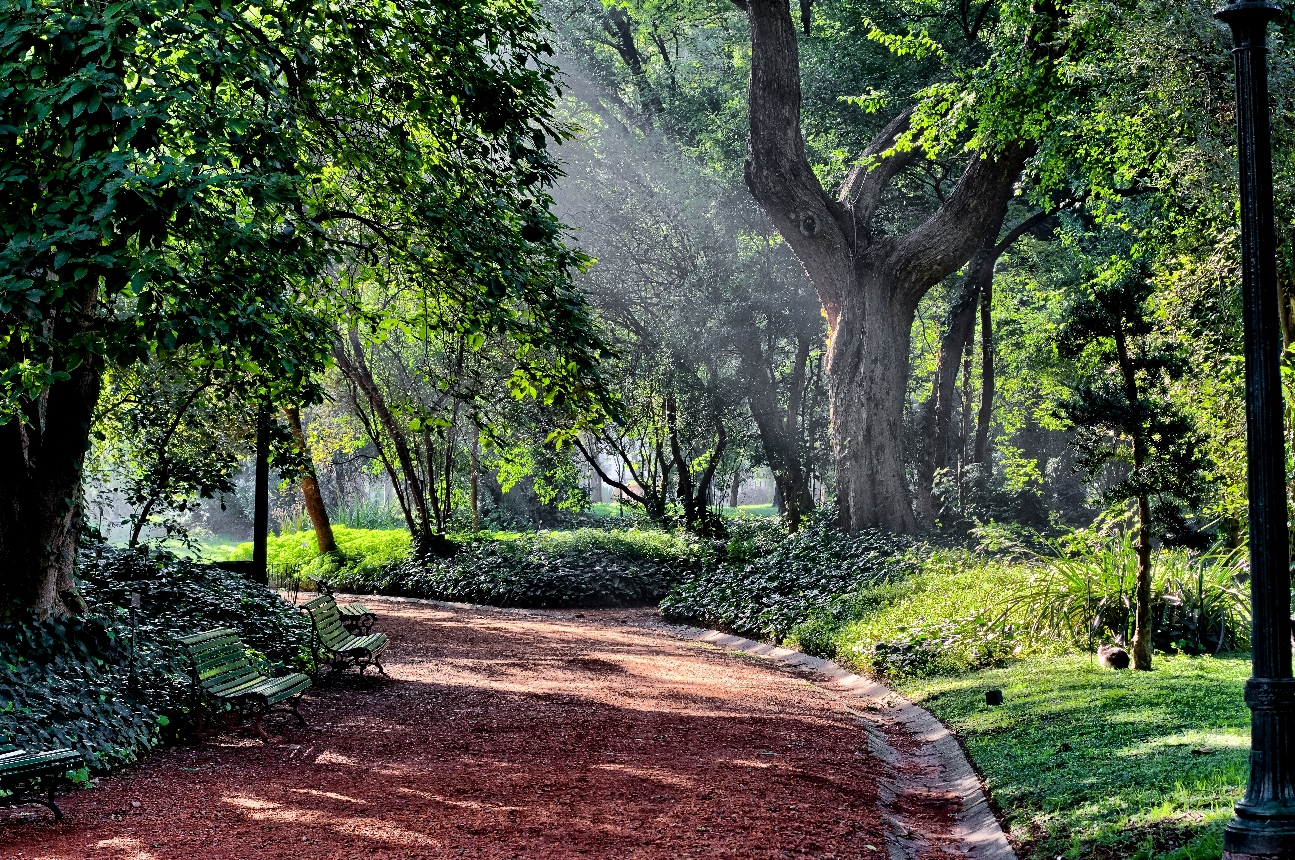
小徑
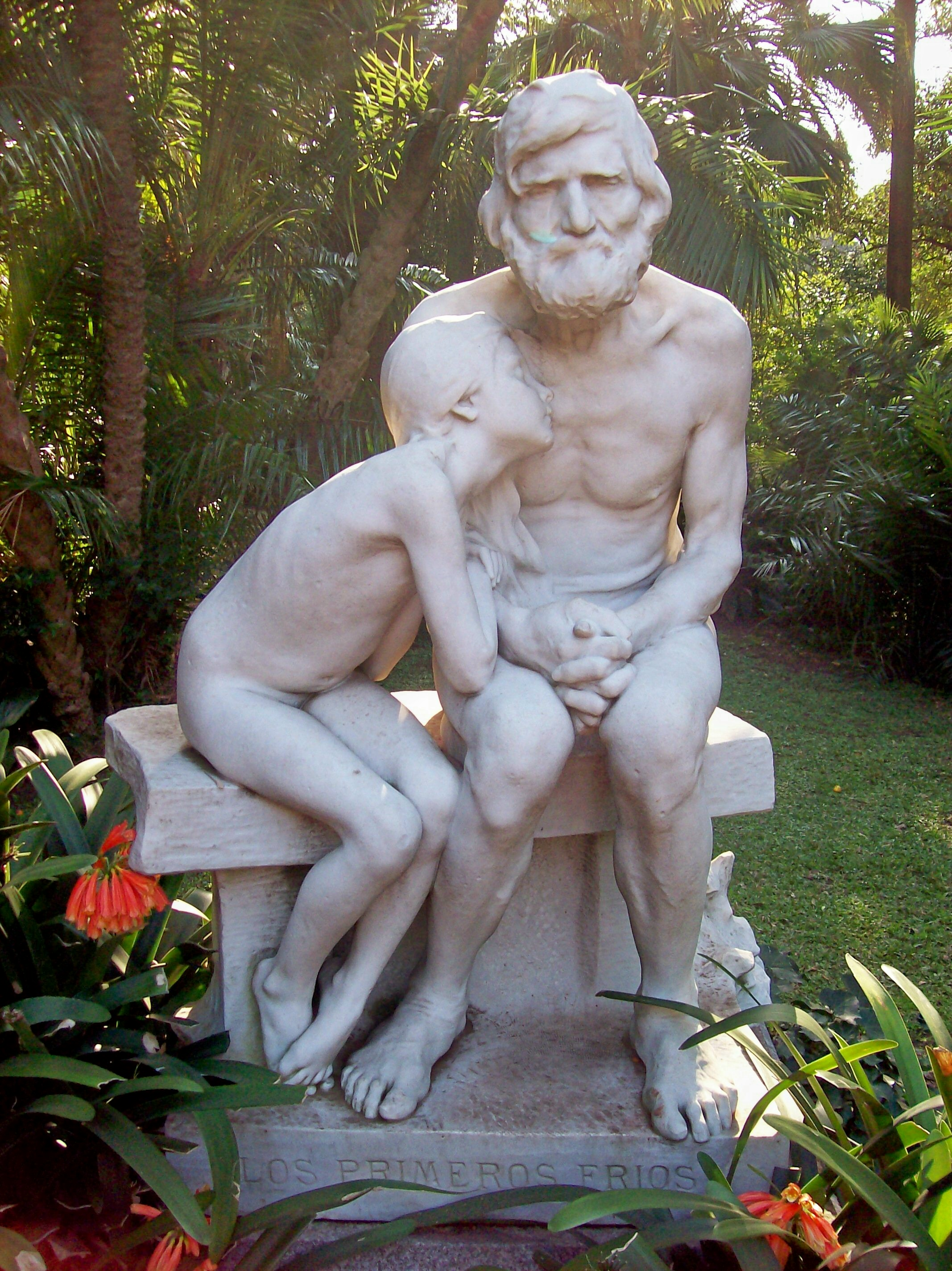
第一次感冒
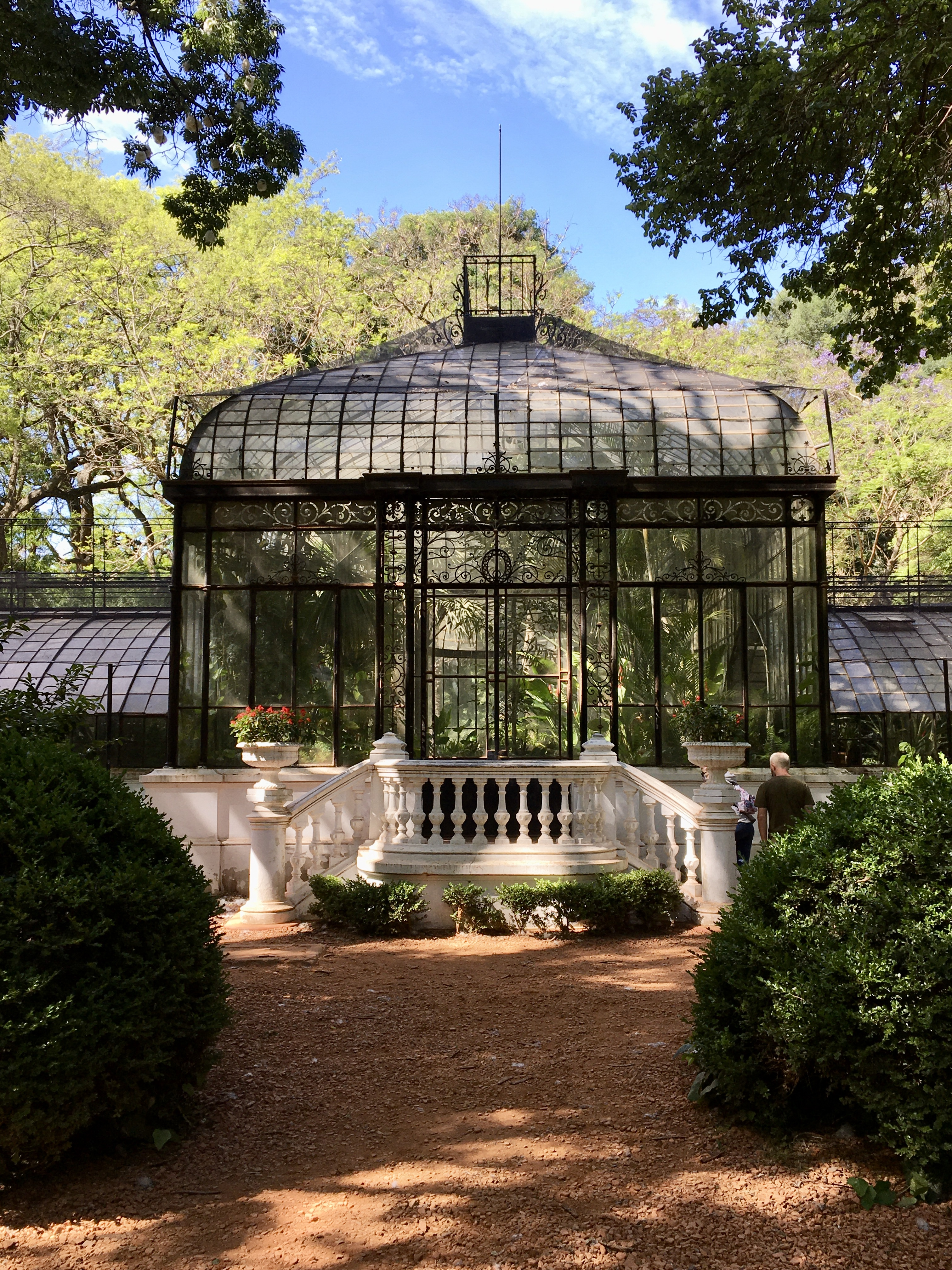
主溫室入口
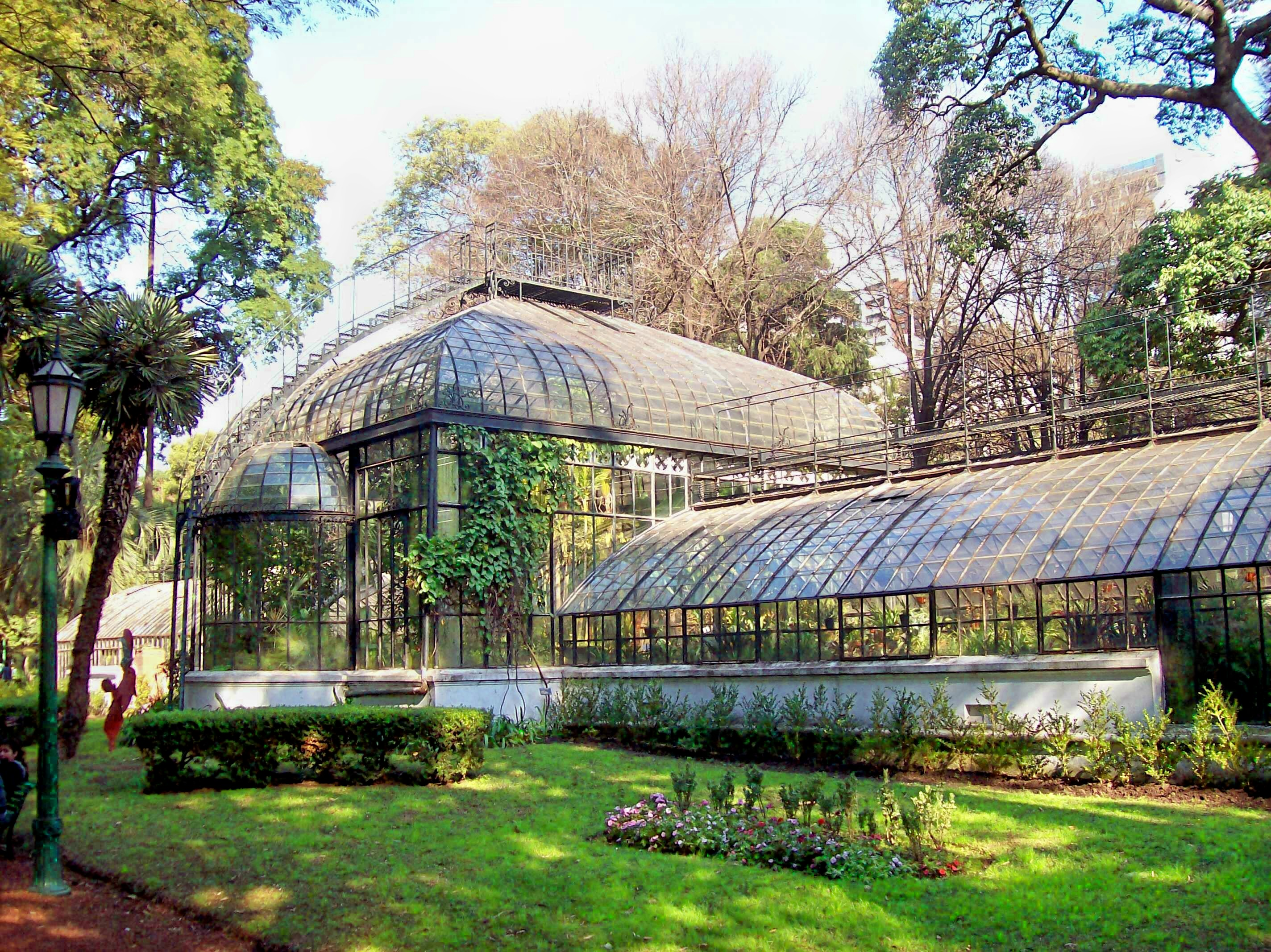
大溫室的另一個視角
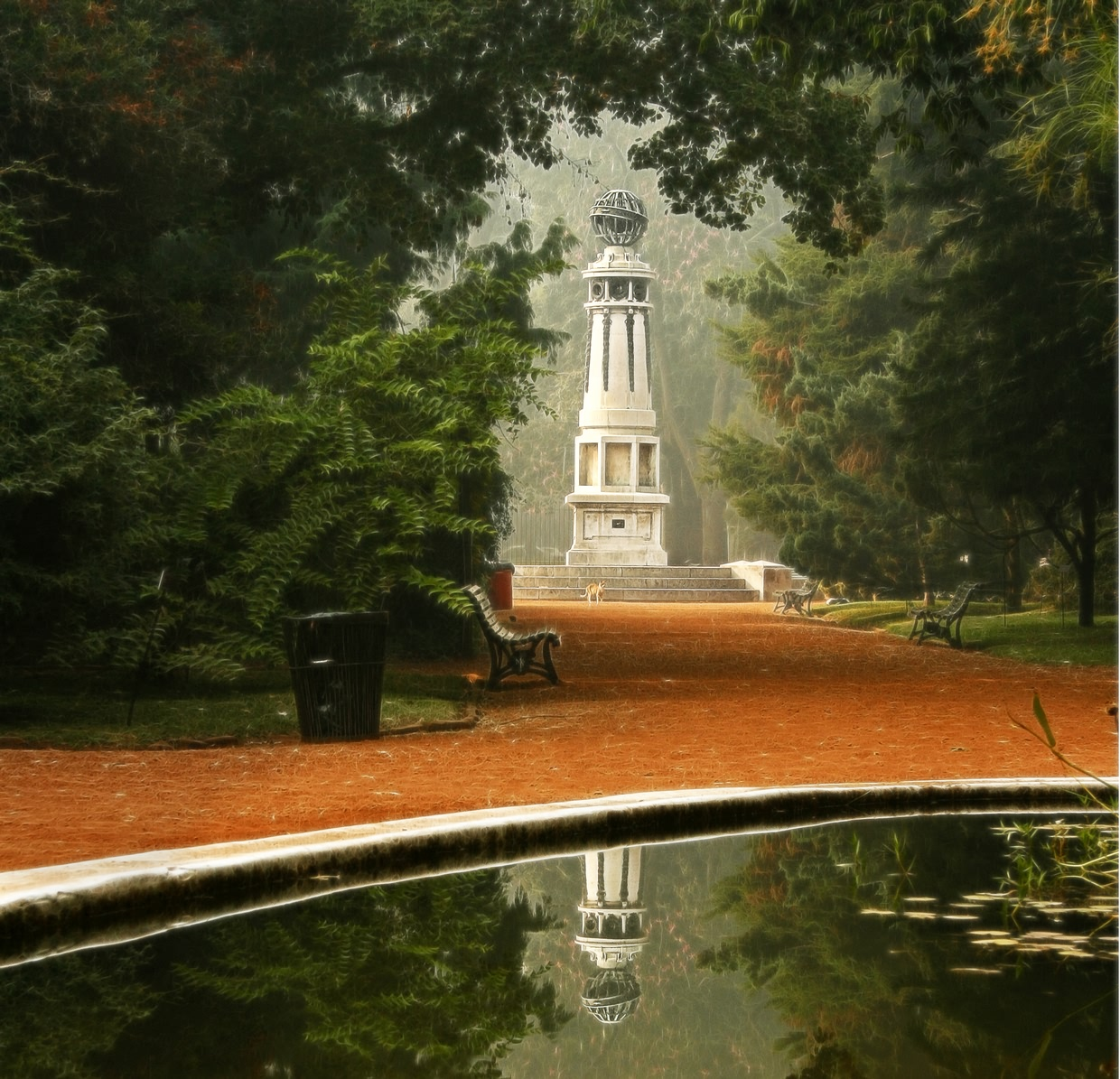
氣象臺
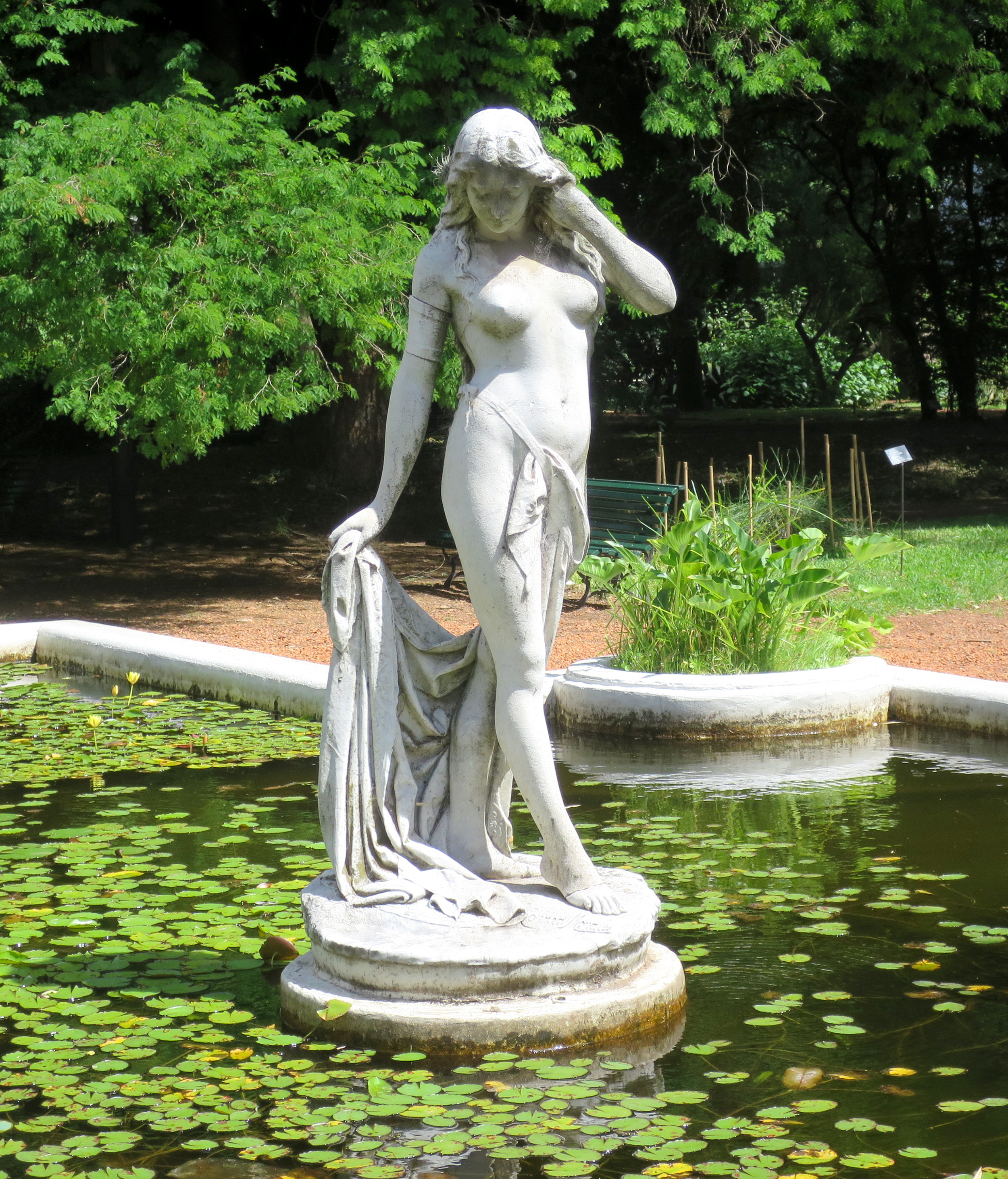
Ondina del Plata

## 外部連結
- Article on the Gardens （页面存档备份，存于） – Palermo On Line （西班牙語）
- Jardín Botanico – Government of the City （西班牙語）

34°34′57″S 58°25′07″W / 34.582470°S 58.418598°W